# دورته لیندنر
دورته لیندنر (انگلیسی: Dörte Lindner؛ زادهٔ ۲۲ مارس ۱۹۷۴) شیرجه‌رو اهل آلمان است.